# 채지웅
채지웅(債志雄, 1986년 3월 24일 ~ )은 대한민국의 축구 선수이다. 포지션은 스트라이커이다.
2009년에 인천 유나이티드에 입단하여 프로 무대를 밟았지만 2년 동안 공식 경기에서 한 경기도 뛰지 못하고 2010년 11월 25일 방출당하였다.